# 德米特里·丹尼连科
德米特里·伊万诺维奇·丹尼连科（俄語：Дмитрий Иванович Даниленко，1995年5月29日—），俄罗斯男子击剑运动员，2015年夏季世界大学生运动会男子佩剑个人银牌得主、2016年世界锦标赛男子佩剑团体金牌得主、2025年欧洲锦标赛男子佩剑团体铜牌得主。